# Bronny James

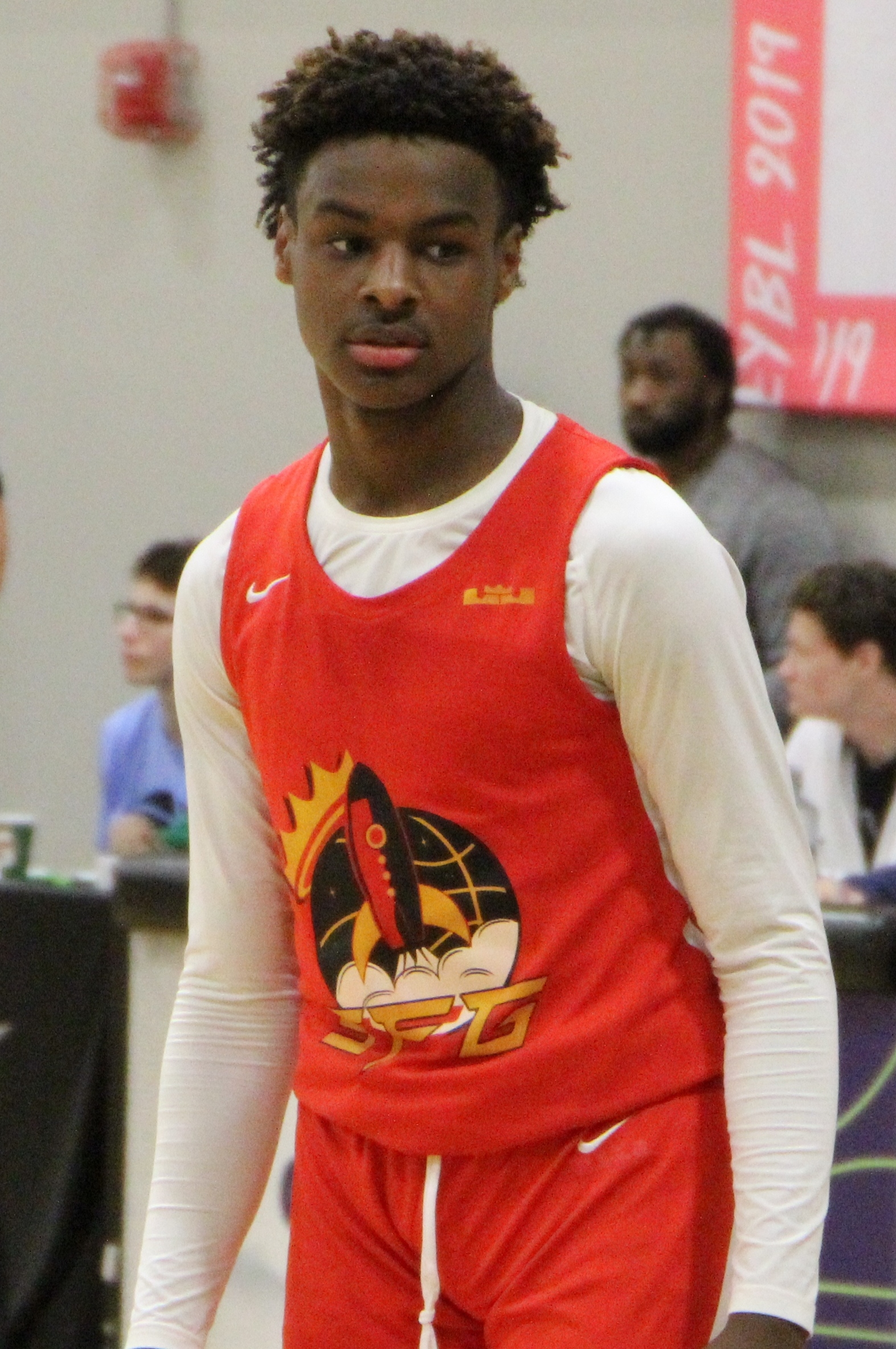
Bronny James, 2019.

LeBron Raymone "Bronny" James Jr., född 6 oktober 2004 i Akron i Ohio, är en amerikansk professionell basketspelare (PG/SG) som spelar för Los Angeles Lakers i National Basketball Association (NBA).
Han draftades av Los Angeles Lakers i andra rundan i 2024 års draft som 55:e spelare totalt.
Innan James blev proffs studerade han på University of Southern California och spelade för deras idrottsförening USC Trojans.
Han är son till LeBron James.